# Finnbo, Smedjebacken
Finnbo Bruk är en skogsfastighet, omfattande 3 000 hektar, som ligger cirka en mil norr om Smedjebacken i Dalarna.
Finnbo ligger i en dalgångsby med olika slags bebyggelse - i norr en bymiljö, i mitten en brukshyttemiljö samt längst i söder två äldre gårdsplatser. Bebyggelsemiljöerna motsvarar gårdsplatser som fanns redan år 1639. De ligger i ett vackert, öppet odlingslandskap med inslag av gamla betesmarker.  
Vid Finnbo finns förutom en nedlagd såg och rester av ett kolhus flera andra byggnader som härrör från hyttepoken. Herrgården av reveterat timmer uppfördes ca 1823. Dessutom finns ett mejeri, ett brygghus, som även fungerat som tvättstuga och bagarstuga, en arbetslänga samt ett magasin med vällingklocka. Husen är byggda av timmer eller slagg från tiden då bruket var ett aktivt järnbruk.
Finnbo Bruks ägs sedan 2012 av AB Karl Hedin.